# Eccoptosage waagenii
Eccoptosage waagenii är en stekelart som beskrevs av Joseph Kriechbaumer 1898. Eccoptosage waagenii ingår i släktet Eccoptosage och familjen brokparasitsteklar. Inga underarter finns listade i Catalogue of Life.